# Valor simbólico
El valor simbólico es un concepto usado principalmente por teóricos de la industria cultural para designar aquel valor que escapa a la lógica económico-política clásica de la mercancía: con un valor de uso (utilidad y finalidad para el cual se produce), y con un valor de cambio (como equivalencia en un sistema de intercambio comercial). El valor simbólico se encuentra en un sistema de intercambio de signos y significaciones, donde las mercancías como signos y los signos como mercancías adquieren un sentido más allá de su utilidad o de su equivalencia objetiva y medible con otras mercancías.

## Etimología
Etimológicamente, símbolo significa “cosas puestas juntas”, la palabra griega simbalein significa hacer un contrato o una convención.

## Antecedentes en lingüística
Desde los comienzos de la lingüística hubo un esfuerzo por diferenciar símbolo y signo. Para Ferdinand de Saussure el signo lingüístico es siempre arbitrario, esto quiere decir que en la asociación que se forma entre significado (concepto) y significante (imagen acústica), este último puede ser sustituible por cualquier otro significante o imagen acústica (tomando en cuenta, sin embargo, la convencionalidad del mismo).
Por otro lado “el símbolo tiene por carácter no ser nunca completamente arbitrario; no está vacío: hay un rudimento de vínculo natural entre el significante y el significado.”
Mientras que el valor lo define Saussure como “sistema de equivalencias entre cosas de órdenes diferentes."
Desde el punto de vista de la semiótica, el símbolo no se parece al objeto que simboliza; los dos espacios (simbolizado-simbolizante) están separados e incomunicables. El símbolo asume lo simbolizado como irreductible a lo simbolizante. La función de símbolo tiene dos dimensiones: la vertical, como función de restricción y la horizontal que es anti-paradójica.

## Valor simbólico desde laeconomía política
Para Karl Marx el valor simbólico se encuentra en la relación de intercambio entre mercancías por medio del equivalente general: el dinero.
El dinero como mercancía universal, como medida de cambio de mercancías y como representante de las mercancías se convierte en valor de cambio simbolizado. “La convertibilidad de la mercancía depende de las propiedades naturales del producto, la del dinero coincide con su existencia de valor de cambio simbolizado."
Toda mercancía tiene dos valores uno como valor de uso (utilidad del producto concreto) y un valor de cambio (para volverla equivalente, medible y comparable a otras mercancías). Para que exista el intercambio entre mercancías debe existir una tercera cosa que no sea una mercancía en particular, sino que sea el símbolo de la mercancía como tal para que represente el tiempo de trabajo que requirió dicha mercancía, 
"Un símbolo de tal tipo presupone un reconocimiento general; no puede menos que ser un símbolo social y efectivamente no representa sino una relación social. Este símbolo representa las partes alícuotas del tiempo de trabajo, representa el valor de cambio en partes alícuotas tales como para ser capaces de expresar a través de una simple combinación aritmética todas las relaciones recíprocas de los valores de cambio; este símbolo […] es un producto del cambio mismo y no la puesta en obra de una idea a priori.”
El proceso es el siguiente: 
El producto se convierte en mercancía, es decir, en un simple momento del cambio. La mercancía es transformada en valor de cambio. Para equipararla a sí misma en cuanto valor de cambio, ella es permutada por un signo que pa representa como valor de cambio en cuanto tal. Como valor de cambio así simbolizado ella puede ser cambiada nuevamente en determinadas proporciones por cualquier otra mercancía.

## Valor simbólico para Jean Baudrillard
Para Jean Baudrillard, el valor simbólico se encuentra mejor expresado en el regalo, donde el objeto de cambio deja de ser un simple objeto, escapa a las determinaciones del valor de uso y valor de cambio para volverse un valor de cambio simbólico, es al mismo tiempo arbitrario y singular. El material de cambio simbólico, no son codificables como signos y al no pertenecer al cambio económico tampoco es susceptible de una sistematización en términos de mercancía y de valor de cambio.
Baudrillard encuentra en el signo lingüístico de Saussure una relación homóloga con la forma mercancía en sus dos aspectos: como valor de uso y como valor de cambio:

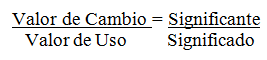

El valor de cambio es el valor de uso lo que el significante al significado. La forma/signo y la forma/mercancía: obedecen a la regla común de un código, medium total que rige todo el intercambio social como sistema de comunicación. El orden de lo símbólico escapa a la regla, el intercambio simbólico es una contraeconomía que escapa tanto al valor como al signo. La utilización de lo simbólico desempeña el papel de una infraestructura teórica y práctica de la deconstrucción y de la transgresión de la economía política y de la semiolingüística.

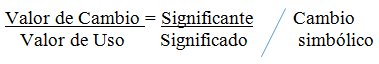

El valor simbólico de un objeto resulta irreductible al valor de uso y valor de cambio, al mismo tiempo que un objeto convertido en signo adquiere su sentido en la relación diferencial respecto a otros signos; por ello Baudrillard propone ampliar el estatuto del objeto no solo como mercancía (en su valor de cambio) o como utensilio (en su valor de uso), sino también como símbolo o como signo; para esto propone cuatro lógicas:
1)   Una lógica funcional del valor de uso: como lógica de las operaciones prácticas.
2)   Una lógica económica del valor de cambio, que es la lógica de las equivalencias.
3)   Una lógica del cambio simbólico, en una lógica de la ambivalencia.
4)   Una lógica del valor/signo, como lógica de la diferencia.
En el libro: La sociedad de consumo  Baudrillard muestra cómo la mercancía se hace signo, mientras que el signo se hace mercancía. El valor de cambio económico resulta insuficiente donde la economía debe transformarse en un sistema de signos y no solo de mercancías; el valor de cambio se vuelve valor de cambio/signo y el objeto, como materia de cambio, se vuelve objeto/signo. En ese momento el objeto/signo ya no solamente es intercambiado: es apropiado, poseído y manipulado como signos, es decir, como diferencia codificada. ”Hoy el consumo […] define precisamente ese estado donde la mercancía es inmediatamente producida como signo, como valor/signo, y los signos (la cultura) como mercancía.” El consumo es también presentado desde la óptica […] única y excluyente de su valor simbólico: El consumo no es ni una práctica material, ni una fenomenología, de la abundancia, [se define] por la organización de todas las mercancías como sustancias significantes; es la totalidad virtual de todos los objetos y mensajes constituidos desde un discurso más o menos coherente. En cuanto que tiene un sentido, el consumo es una actividad de manipulación sistemática de signos […] para volverse objeto de consumo es preciso que el objeto se vuelva signo.
La ley del valor simbólico hace que lo esencial siempre esté más allá de lo indispensable, encuentra su mejor ilustración en el gasto, en la pérdida, pero también puede registrarse en la apropiación siempre que tenga la función diferencial del incremento en “algo más” a través del cual se afirma el valor.

## Valor simbólico y consumo cultural
Néstor García Canclini utiliza el concepto de valor simbólico al definir el consumo cultural como “el conjunto de procesos de apropiación y usos de productos en los que el valor simbólico prevalece sobre los valores de uso y de cambio, o donde al menos estos últimos se configuran subordinados a la dimensión simbólica.” En ese sentido el consumo de los productos llamados culturales se posibilita no solo por el predominio del valor simbólico sino por el manejo de estructuras simbólicas por parte del consumidor que le permiten reconocer dicho valor simbólico. En términos de Bourdieu: “solo realizará consumo cultural quien contara con el capital simbólico para reconocer el valor simbólico de los productos culturales.
Para John Thompson, el valor simbólico es conceptualizado como el valor que tienen los objetos en virtud de las maneras y el grado en que son estimadas por los individuos que los producen y los reciben, de modo tal que la valoración simbólica consiste en el proceso por el cual tanto quien produce la forma simbólica como quien la recibe le adscriben un determinado valor simbólico. A través de la valoración económica la forma simbólica se convierte en un bien simbólico. El valor de la forma simbólica y su interpretación siempre están sujetas a contextos histórico-sociales en los que el receptor se encuentra, al no ser sujetos pasivos, los receptores crean sentido a partir de las formas simbólicas.
Para Pierre Bourdieu, los bienes simbólicos de los que habla Thompson tienen una doble realidad: como mercancía y como objeto simbólico. “Su valor específicamente cultural y su valor comercial permanecen relativamente independientes, aunque la sanción económica puede llegar a reforzar su consagración cultural.
Los bienes simbólicos para Thompson tienen la capacidad de significar al ser formas simbólicas; para Bourdieu son además capital simbólico (entendido como reconocimiento) objetivado y que otorgan poder simbólico a quien se apropia de diversas maneras de ellos, incluyendo su posesión material.